# Stansgölen
Stansgölen är en sjö i Nässjö kommun i Småland och ingår i Lagans huvudavrinningsområde. Sjöns area är 0,005 kvadratkilometer och den befinner sig 251 meter över havet.